# Göyşaban
Göyşaban è un comune dell'Azerbaigian situato nel distretto di Lənkəran.